# Buckinghamia
Buckinghamia es un género de árboles de la familia Proteaceae. Es endémico de la selva en el norte de Queensland, en Australia. 

## Taxonomía
Buckinghamia fue descrito por Ferdinand von Mueller y publicado en Fragmenta Phytographiae Australiae 6: 247. 1868. La especie tipo es: Buckinghamia celsissima F. Muell. 
Etimología
Este género fue nombrado en 1868 por Ferdinand von Mueller, en honor de Richard Grenville, el duque de Buckingham.

## Especies aceptadas
A continuación se brinda un listado de las especies del género Buckinghamia aceptadas hasta abril de 2012, ordenadas alfabéticamente. Para cada una se indica el nombre binomial seguido del autor, abreviado según las convenciones y usos.
- Buckinghamia celsissima F.Muell.
- Buckinghamia ferruginiflora Foreman & B.Hyland